# Drachenkrieg
Drachenkrieg (OT: russisch Легенда: Наследие Драконов, transkribiert Nasledie Drakonov, engl. War of Dragons, kurz WOD) ist ein Massively Multiplayer Online Role-Playing Game (MMORPG). Es wurde von der russischen Entwicklerfirma IT Territory entwickelt und erstmals 2006 in Russland unter dem Titel „Legende: das Erbe der Drachen“ (Легенда: Наследие Драконов) veröffentlicht. 2008 wurde es von der Mail.ru Games GmbH (ehemals Astrum Online Entertainment) für den deutschen Markt als „Drachenkrieg“ lokalisiert und veröffentlicht. Die Mail.ru Games GmbH betrieb das Spiel bis 2011 auf dem europäischen Markt in sieben Sprachen. 2011 wurden die gesamten Rechte des Spiels an den niederländischen Online-Spiele-Publisher My.Com verkauft.
Weltweit waren 2011 über acht Millionen Spieler im Browsergame Drachenkrieg registriert. Das Spiel hat in Russland wiederholt den Preis für den besten Internetauftritt („Premia Runeta“) gewonnen und dort mittlerweile Kultstatus erreicht.
Die Besonderheit von Drachenkrieg ist das Kampfsystem, welches anders als bei vielen anderen Browsergames vollständig animiert ist.

## Finanzierung
Das Onlinegame Drachenkrieg ist kostenlos und ohne Download im Browser spielbar. Das Spiel erfordert keine monatlichen Gebühren. Die Einnahmen dieses sogenannten Free-to-play-Geschäftsmodells kommen vor allem durch die im Spiel vorhandenen Läden, in denen der Spieler eine große Auswahl an verschiedenen Spielgegenständen wie Rüstungsteile und Waffen für virtuelles Spielgeld (Gold) erwerben kann. Geringe Mengen an Gold, bzw. Silber oder Kupfer erhält der Spieler im Spiel als Belohnung für Kämpfe mit Monstern oder für den erfolgreichen Abschluss von Quests. Zusätzlich kann der Spieler für reales Geld die Spielwährung Brillanten erwerben, die er in der Bank im Spiel wiederum in Gold eintauschen kann. Der Erfolg dieses Geschäftsmodells ergibt sich aus dem „außergewöhnlich hohen ARPU“ (Average Revenue per User), der deutlich über dem Marktdurchschnitt liegt.

## Spielwelt
Das MMORPG Drachenkrieg spielt in der Fantasywelt Feo, in der sich die Menschen und die Magmaren seit Jahrhunderten bekriegen und um die Vorherrschaft kämpfen. Die beiden Rassen leben auf den zwei unterschiedlichen Kontinenten Ogrij und Khair, auf denen die Haupthandlung des Onlinespiels stattfindet. Neben diesen Kontinenten gibt es noch die Inseln Fej-Go und eine Unterwasserwelt im Balluarischen Ozean, welche an die Kontinente angrenzt. In der Spielwelt von Drachenkrieg finden sich verschiedene Landschaften wie Moore, Steppen, Wälder und Hochebenen sowie Städte und kleinere Dörfer. Dazu kommen Instanzen und Schlachtfelder in Höhlen, Grotten und Schlössern. Die Grafik des Spiels ist „mit viel Liebe zum Detail“ umgesetzt.
In den Spielchroniken wird die Geschichte der Welt Feo bis zur heutigen „Epoche der Drachen“ als ein fortwährender Kampf von notwendigem Gleichgewicht von Gut und Böse auf der einen Seite und dem unkontrollierten Chaos auf der anderen Seite dargelegt. Bewacht wird das Gleichgewicht von Scheara, der Gebieterin der Drachen und ihren beiden Drachen Striagorn und Erifarius, den Hütern der Magmaren und der Menschen. Dieses Gleichgewicht ist in Gefahr: das alles zerstörende Chaos in Form der Chaosarmee und der von ihr verbreiteten „Chaosität“ erfordern die gemeinsamen Anstrengungen von Menschen und Magmaren, die gezwungen sind, ihre Feindschaft zugunsten der Rettung von Feo in den Hintergrund zu stellen.

## Spielablauf
Der Spieler kann im Browsergame Drachenkrieg Quests (Aufgaben/Missionen) absolvieren und mit Monstern kämpfen, um Erfahrungspunkte zur Steigerung seines Levels und Belohnungen wie virtuelles Geld oder anderen Items zu bekommen. Im Verlauf des Spiels eröffnen sich dem Spieler Optionen wie das Erlernen verschiedener Berufe, das Erreichen eines Rufs bei verschiedenen Vereinigungen (Reputationen), der Erwerb von Reittieren und Begleitern und das Erlernen von Magie (mehr dazu im Abschnitt Spielbestandteile).

### Spielmechanik
Der Spieler steuert seinen Charakter zwischen verschiedenen, miteinander verbundenen Ansichten, um sich innerhalb der Welt von Feo fortzubewegen und zu interagieren. Von der statischen Standortansicht aus kann er den Jagd-Modus anwählen, wobei er in die Vogelperspektive wechselt und Monster angreifen oder Ressourcen „farmen“ kann. Das Kampfsystem selbst ist eine dynamische, voll animierte 2D-Third-Person-Perspektive in Flash-Technologie, in der der Spieler seinen Charakter gegen den jeweiligen Gegner kämpfen sieht.
Um einen Gegner besiegen zu können, kommt es beim Kampf neben den Eigenschaften des Spielcharakters auf die richtige Taktik an. Dazu zählen der Einsatz speziell erlernter Schlagkombinationen, sogenannter Superschläge, und das Anwenden diverser Hilfsmittel wie Schriftrollen, Amulette oder Elixiere, die entweder den Spielcharakter stärken oder den Gegner schwächen. Machtvolle Rüstungssets und Waffen erhöhen außerdem die Eigenschaften des Spielcharakters wie Stärke, Ausdauer oder Geschicklichkeit.
Während des Spielverlaufs sind verschiedene Arten der Interaktion möglich. Spieler können sich zu einer Gruppe oder einem Clan zusammenschließen, handeln, Instanzen und Schlachtfelder besuchen oder an Events teilnehmen. Zusätzlich ist es ihnen möglich, über den In-Game-Chat und das Forum miteinander zu kommunizieren. Es ist empfehlenswert, sich mit anderen Spielern zusammenzuschließen, da viele Monster allein kaum zu bewältigen sind.

### Kampfstile
Es gibt drei verschiedene Kampfstile im Onlinegame Drachenkrieg: Gauner, Knochenbrecher und Schwergewichtler. Sie unterscheiden sich durch die unterschiedliche Ausrichtung ihrer Fähigkeiten. Der jeweilige Kampfstil eines Spielcharakters wird durch das Rüstungsset ausgewählt, das er trägt. Während ein Sets des Gauners die Chance auf Ausweichen im Kampf erhöht, teilt eine Variante des Knochenbrechers erhebliche kritische Treffer mit seinen Zweihandwaffen aus. Der Schwergewichtler wiederum ist mit seinen schweren Rüstungen in jedem wesentlich ausdauernder.

### Rassen
Der Spieler entscheidet sich bei der Registrierung für eine der beiden Rassen: Zur Auswahl stehen die vernunftbezogenen Menschen oder die eher wilden und kämpferischen Magmaren. Diese beiden Rassen unterscheiden sich in ihren Eigenschaften. Sie leben auf zwei verschiedenen Kontinenten, die von der Struktur und vom Aufbau her ähnlich, aber nicht identisch sind. Die Wahl der Rasse ist ausschlaggebend für den Kontinent, auf dem der Spieler beheimatet ist. Es ist jedoch möglich, auch auf das Gebiet der Gegenfraktion zu reisen und dort, wie auch auf eigenem Gebiet, einen Spieler der feindlichen Rasse direkt anzugreifen. Dieses besondere Feature ermöglicht theoretisch jederzeit und überall PvP-Kämpfe (Player versus Player).

### Rängesysteme
Es gibt 15 Ränge vom Rekruten bis hin zum Gebieter. Jeder neu registrierte Spieler wird automatisch Rekrut. Das Steigern der Ränge erfolgt über den Erhalt von Kühnheit, die man insbesondere auf Schlachtfeldern bekommen kann, in denen größere Armeen der beiden Rassen PvP-Kämpfe gegeneinander führen. Diese Ränge sind entscheidend, um Zugang zu besonders mächtigen Waffen und Rüstungen zu bekommen, die den Kampfverlauf entscheidend beeinflussen.

## Spielbestandteile

### Berufe
Der Spieler im Browsergame Drachenkrieg hat die Wahl zwischen neun Berufen, unter denen er bis zu drei auswählen kann. Sie unterteilen sich in Sammelberufe, Produktionsberufe und freie Berufe. Von jeder Kategorie kann der Spieler jeweils einen Beruf erlernen.
Die Sammelberufe sammeln Ressourcen, die Produktionsberufe verarbeiten dagegen Ressourcen mithilfe von Rezepten weiter. Die Sammelberufe und die Produktionsberufe sind dabei so kombinierbar, dass man die selbst gesammelten Ressourcen direkt wieder verarbeiten kann. Bei der Wahl der freien Berufe Einbrecher, Heiler und Henker entscheidet sich der Spieler für bestimmte zusätzliche Möglichkeiten im Spiel.
| Sammelberufe   | Produktionsberufe | Freie Berufe |
| -------------- | ----------------- | ------------ |
| Kräuterkundler | Alchimist         | Einbrecher   |
| Fischer        | Hexenmeister      | Heiler       |
| Geologe        | Juwelier          | Henker       |

### Reputationen
Der Spieler kann durch Töten von bestimmten Monstern, Abgabe von Ressourcen und Reliquien, das Besuchen von Instanzen oder Teilnahme an bestimmten Schlachtfeldern seinen Ruf bei einer Vereinigung von NPCs, einer sogenannten Reputation, verbessern. Es gibt im Online-Rollenspiel Drachenkrieg zurzeit 39 Reputationen, darunter Ritter, Jäger, Götter und verschiedene Völker.
Eine Reputation eröffnet bei Erreichen einer bestimmten Höhe von Reputationspunkten Zugang zu speziellen Belohnungen wie Schriftrollen, Amulette und seltene Artefakten. Manche Reputationen wie zum Beispiel die Söldner oder die Übeltäter und die Bruderschaft der Tugend stehen miteinander in Konkurrenz, so dass ein Erhöhen bei einer Reputation automatisch das Sinken der anderen bewirkt.

### Reittiere
Über 20 Reittiere stehen dem Spieler zur Auswahl. Von einer Ziege über Tiger, Panther, Nashörner, Vögel und verschiedene Fantasietiere ist alles vertreten. Sie werden über spezielle Amulette aufgerufen und unterscheiden sich in Level und Fähigkeiten. Reittiere helfen dem Spieler im Kampf, verbessern seine Übergangsgeschwindigkeit zwischen den Standorten und geben ihm zusätzliche Plätze (Slots) im Kampfrucksack. Man kann Amulette für Reittiere in Quests erhalten oder in In-Game-Läden erwerben. Verschiedene Reittiere können aufgewertet werden und erhalten so zusätzliche Fähigkeiten wie zum Beispiel einen Giftbiss.

### Regelmäßige Ereignisse
Regelmäßige Ereignisse sind in den Spielablauf integrierte Vorkommnisse, wie das Auftauchen seltener Monster oder Ressourcen in einem bestimmten Standort, die sich in bestimmten, geplanten Abständen wiederholen. Jeder kann daran ohne Anmeldung teilnehmen. Bei regelmäßiger Teilnahme an Ereignissen erhöht der Spieler seinen Einfluss in einem Gebiet der Welt Feo. Bei bestimmten Einflussstufen sind Belohnungen zugänglich, außerdem ist Einfluss notwendig, um Begleiter zu erwerben.

### Begleiter
Begleiter nennen sich kleine Haustiere wie Eulen, Welpen, Gespenster oder Bienen, die der Spieler ständig um sich haben kann. Sie helfen im Kampf, indem sie selbständig bestimmte Effekte anwenden. Die Begleiter können trainiert werden, wodurch sie ihre Charakteristiken verbessern. Außerdem leveln sie wie ihr Besitzer, indem sie zehn Prozent seiner Erfahrung erhalten. Dadurch erhöht sich die Häufigkeit der Effektanwendung im Kampf. Durch die 2018 eingeführte Reputation der Jäger haben die Begleiter noch an Wichtigkeit gewonnen, da sie die Hauptakteure dieser Fraktion sind.

### Clans
Ein Clan ist ein fester Zusammenschluss aus mehreren Spielern, ähnlich einer Gilde in anderen Spielen. Clanmitglieder erledigen gemeinsam Aufgaben wie Quests, veranstalten Kämpfe, oder gründen aus sozial-kommunikativen Gründen eine Spielergemeinschaft. Den Clanmitgliedern stehen ein eigener Chatkanal (Clanchat) und eine Clankasse zur Verfügung. Die Clans können genau wie die Spielcharaktere selbst leveln. Ab Clanstufe 2 können Clans an der Belagerung des Schlosses teilnehmen und um den Besitz des Schlosses kämpfen. Ebenfalls gibt es ein Clan-Landgut, die sogenannte Clanzitadelle. Durch verschiedene Aktivitäten sammeln die Clanmitglieder Ressourcen und Energiepunkte, mit denen sie Boni für sich und die anderen Clanmitglieder freischalten.

### Magie
Kampfmagier kann jeder Spieler im Rollenspiel Drachenkrieg werden, allerdings erst ab dem 11. Level, was bereits ein relativ weit fortgeschrittenes Level ist. Allerdings eröffnen sich dem Spieler damit neue Möglichkeiten im Kampf, die ihm Vorteile gegenüber Nichtmagiern verschaffen. Der User hat die Wahl zwischen den sechs Magieschulen der Luft, des Wassers, des Lichts, des Feuers, der Erde und des Schattens, wobei jeweils drei einer Rasse zugänglich sind. Jede Magieschule ist mit einem der drei Kampfstile verbunden. Mithilfe von Folianten kann der Spieler Beschwörungen seiner Schule lernen, die er im Kampf auf seinen Gegner anwenden kann.

### Landgut
Jeder Spieler ab Level 5 hat die Möglichkeit, sich sein eigenes Landgut zu kaufen und es im Laufe des Spiels mit im Kampf erhaltener Energie und der Ressource Riolit auszubauen. Dort stehen dem Spieler verschiedene Gebäude zur Verfügung, darunter ein Lazarett, eine Tierzucht, eine Werkstatt und ein Lager. Des Weiteren können Spieler sich einen eigenen Thronsaal einrichten.

## Events
Im Onlinespiel Drachenkrieg werden regelmäßig mehrere Events wöchentlich durchgeführt. Sie entwickeln die Haupthandlung in Nebenstories weiter, fügen abgeschlossene Episoden hinzu oder zelebrieren Feiertage. Diese Quests sind entweder Einzelevents oder ziehen sich über mehrere Wochen fort. Es gibt einmalige Events, aber auch Events, die unregelmäßig oder regelmäßig wiederholt werden. Alle Events werden vorher in den Spielnews angekündigt.
Die Spieler haben dadurch für kurze Zeit zusätzliche Möglichkeiten, seltene Items zu bekommen oder ihre Eigenschaften wie Kühnheit zu steigern. Dafür müssen sie an Turnieren teilnehmen, Rätsel lösen, Quiz beantworten, Items sammeln oder spezielle Veranstaltungen im Spiel besuchen. Die Events finden in Form von Sonderquests, PvE-Events, PvP-Schlachten oder besonderen Iname-Verkaufsaktionen statt.

## Updates
Es werden in unregelmäßigen Abständen Updates durchgeführt, in denen das Interface angepasst und die Spielwelt um neue Features und zusätzlichen Content erweitert wird.
Nach dem Start im November 2008 fand das erste Update im März 2009 statt, das die Spielwelt um eine Menge neuer Standorte, NPCs und Monster ergänzte. Darauf folgten drei kleinere Updates im Juni, August und November 2009, die hauptsächlich Verbesserungen fürs Interface, neue Quests und neue Items hinzufügten. Im September 2010 fand das nächste große Update statt und brachte u. a. neue Funktionen und Begleiter. Im April 2011 folgte dann ein weiteres umfassendes Update, das mit der Eiswelt eine komplett neue Umgebung einführte und auch viele neue Funktionen, wie z. B. Clanwappen ergänzte.
Es wurden weitere Updates durchgeführt, die Kämpfe auf den Schlachtfeldern zwischen den einzelnen Länderservern ermöglichen und es wurden weitere Gebiete (Nebelinseln) ergänzt. Inzwischen sind mehrere neue Gebiete, Level, Instanzen, Reputationen und unzählige weitere Features ins Spiel aufgenommen worden.
Mit der Abschaltung der Unterstützung für Flash wurde das Spiel Anfang 2020 im Browser auf das Format HTML5 umgestellt, eine Anpassung des hauseigenen Spielclients ist ebenfalls noch für 2020 zu erwarten.

## Kritik
Seitens der (deutschen) Spieler wird regelmäßig die Stabilität der Internationalen Server bemängelt, was bei einem Ausfall zu Verlust von Erfahrung und Kühnheit führen kann, die in diesem Spiel sehr wichtig sind.
Ein weiterer Kritikpunkt sind Ereignisse, die in unregelmäßigen Abständen im Spiel stattfinden, wie bspw. der Einarmige Bandit oder der Jahrmarkt der Raritäten, die zum Einzahlen verführen (bei einem kostenlosen Onlinespiel), oder aber auf dem Jahrmarkt die Preise der Gegenstände bzw. die Gegenstände an sich verändert werden (auch während des Events).